# 情熱は枯葉のように
「情熱は枯葉のように」（じょうねつはかれはのように）は、THE HOOPERSの4枚目のシングル。2015年12月16日にユニバーサルシグマから発売された。

## 内容
- 初回限定盤 (CD+DVD)、初回限定ソロ盤 (メンバー別8種)、通常盤（CD Bonus Track付）の計10種発売。
- MVのナレーションを声優の中村悠一が担当している。

## 収録曲
全編曲：KUME.

### 全種共通
1. 情熱は枯葉のように
  - 作詞：SHIKATA、作曲：SHIKATA・GRP
2. NEW WORLD
  - 作詞・作曲：TAMATE BOX（UNIST）
3. 情熱は枯葉のように (Instrumental)
4. NEW WORLD (Instrumental)

### 初回限定盤
DVD
1. 情熱は枯葉のように（Music Video）
2. 情熱は枯葉のように（Music Video Making）

### 初回限定ソロ盤
○○ 〜冬のキュン♡キュンデート〜
※○○には各ソロ盤のメンバー名が入ります。

### 通常盤
1. 虎視眈々 (Bonus Track)
  - 作詞・作曲：梅とら